# Linea di successione al trono di Francia

Lo stemma della monarchia borbonica francese.

La linea di successione al trono di Francia (dévolution de la couronne de France) segue il criterio della primogenitura maschile secondo la legge salica.
La millenaria monarchia francese fu sconvolta, sul finire del XVIII secolo, dapprima dalla rivoluzione del 1789, che abolì la monarchia nel 1792, alla quale seguì la proclamazione dell'Impero nel 1804.
Nel 1815 venne restaurata la monarchia legittima dei Borbone, ma nel 1830 una nuova rivoluzione portò sul trono la linea collaterale degli Orléans.
Nel 1848 venne proclamata la seconda repubblica, che diede vita al secondo Impero nel 1852. Quest'ultimo cadde nel 1870 con la sconfitta di Sedan e gli fece seguito un periodo di incertezza istituzionale, nel quale i larghi consensi alla restaurazione monarchica vennero però vanificati dal comportamento del pretendente legittimo Enrico, conte di Chambord, oltre che dalle macchinazioni del cancelliere tedesco Bismarck, preoccupato a non rafforzare la Francia e a non alimentarne il revanscismo.

## La questione dinastica francese

### La monarchia di luglio e i successivi sviluppi

Lo stemma della monarchia orleanista (1831-1848).

All'atto dell'abdicazione, nel 1830, Carlo X aveva designato suo erede il nipote Enrico, duca di Bordeaux e in seguito noto come conte di Chambord. Tuttavia, in applicazione della legge salica e in ossequio al principio di primogenitura, il trono passò al figlio maggiore del re, Luigi XIX, duca d'Angoulême, zio di Enrico. Luigi XIX, sotto le pressioni del padre, abdicò a sua volta pochi minuti dopo, aprendo la successione in favore del duca di Bordeaux. Contestualmente Carlo X inviò una lettera al cugino Luigi Filippo d'Orléans, primo principe del sangue e luogotenente del Regno, nel quale lo metteva a conoscenza delle avvenute abdicazioni e gli richiedeva di proclamare pubblicamente l'avvenuta ascesa al trono del duca di Bordeaux col nome di Enrico V.
Ciononostante, il parlamento ignorò gli atti di Carlo X e nominò Luigi Filippo d'Orléans re dei Francesi (non più di Francia) per volontà della nazione (non più per grazia di Dio), sostenuto non solo dalla «maggioranza parlamentare ma anche dall'astuzia di Adolphe Thiers, dalla diplomazia di Talleyrand e dalla ricchezza del banchiere Lafitte ». I Borbone del ramo principale furono costretti all'esilio.
Nel 1871, a seguito alla sconfitta francese nella guerra franco-prussiana e al crollo dell'impero di Napoleone III, il parlamento, in maggioranza monarchico, era intenzionato a ripristinare la monarchia. Tuttavia esso era diviso fra "legittimisti", che appoggiavano Enrico, conte di Chambord, e "orleanisti", che al contrario sostenevano l'erede di Luigi Filippo, il conte di Parigi Filippo d'Orléans.
Alla fine l'assemblea si accordò sulla nomina di Enrico, conte di Chambord, come Enrico V di Francia. Questi, tuttavia, arroccato su intransigenti posizioni conservatrici e rifiutandosi di adottare la bandiera tricolore in sostituzione della tradizionale bandiera bianca, perse diversi sostenitori orleanisti. Il parlamento decise allora di nominare un presidente della Repubblica favorevole ai monarchici, Patrice de Mac-Mahon, e di attendere la morte di Enrico per nominare re Filippo d'Orléans, che sarebbe salito al trono come Filippo VII. Quando però Enrico V morì, nel 1883, fu riconfermata la repubblica, in quanto, con le successive elezioni, il parlamento era ormai diventato di maggioranza repubblicana.
Alla morte di Enrico V, ultimo Borbone del ramo diretto, il movimento legittimista si divise: la maggioranza riconobbe i diritti del Conte di Parigi, Filippo (VII) d'Orléans, che del resto era stato indicato espressamente come più prossimo successore da Enrico V; ma una minoranza non trascurabile rifiutò di sostenere gli Orléans.

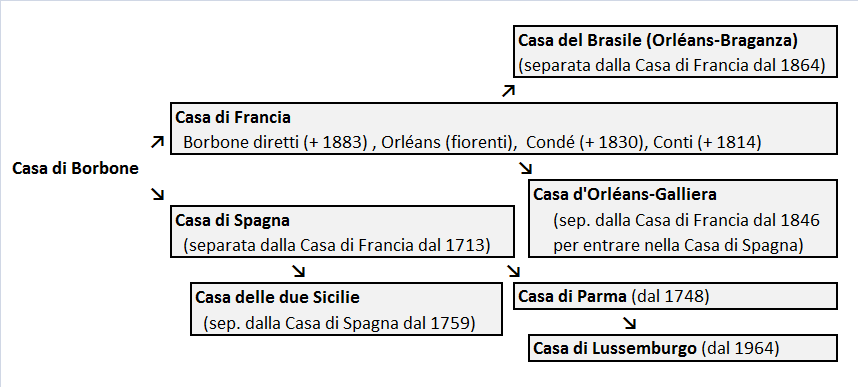
I rami della Casa di Borbone.

Il motivo principale di questo rifiuto fu l'ostilità nei confronti della Casa d'Orléans, che aveva votato per il regicidio nel 1793 e aveva scavalcato i diritti del ramo primogenito durante il periodo della monarchia borghese (1830-1848). Altri inoltre avanzavano delle riserve dinastiche: alcuni di questi arrivarono a riconoscere come re titolari i pretendenti carlisti al trono di Spagna. Comunque Giovanni Pio di Borbone-Spagna, conte di Montizón, Giovanni III per i suoi sostenitori, che nel 1883 era il rappresentante primogenito della Casa Capetingia, non sembrava troppo interessato né alle pretese carliste, né a quelle "legittimiste" francesi. I partigiani di Giovanni di Borbone divennero presto noti come Bianchi di Spagna, mentre i legittimisti pro-Orléans furono chiamati Bianchi d'Eu dal nome del castello d'Eu, allora residenza del Conte di Parigi. Non tutti gli anti-orleanisti si identificarono nei Bianchi di Spagna: molti infatti aderirono al survivantismo, una credenza o speranza in una linea nascosta discendente da Luigi XVII di Francia.
D'altra parte i Bianchi di Spagna non ebbero un grande seguito e subirono la crisi determinata dalla estinzione, nel 1936, della linea carlista dei Borbone. Infatti, il ricongiungimento ad Alfonso XIII, re di Spagna in esilio, che incarnava una sorta di orleanismo spagnolo, si rivelava alquanto problematico o addirittura impossibile per i più radicali: la questione non era dinastica, ma ideologica. Costoro riversarono il loro appoggio su Saverio di Borbone-Parma, nipote, per via femminile, dell'ultimo carlista e bisnipote di Enrico V.
Nel frattempo i Bianchi d'Eu erano divenuti i principali portavoce del movimento monarchico francese: essi sostenevano i diritti dinastici degli Orléans, ma non per questo avevano sposato l'orleanismo ideologico, basato sul liberalismo politico. Essi rimasero fedeli al "legittimismo" ideologico, che univa tradizionalismo e cattolicesimo sociale. Tra costoro si annovera René de La Tour du Pin. Del resto gli "orleanisti ideologici" erano passati al repubblicanesimo moderato di Thiers. Inoltre Filippo VII, pur senza rinnegare il nonno, intendeva porsi sulla scia tracciata da Enrico V, al contrario degli zii, il duca d'Aumale e il principe di Joinville, ultimi rappresentanti dell'orleanismo politico.
Con la brillante stagione maurrassiana dell'Action Française, la maggior parte dei monarchici francesi riconobbe i diritti del ramo degli Orléans, ma, con la crisi postbellica e gli azzardi politici del Conte di Parigi, il "neo-legittismo" dei Bianchi di Spagna conobbe una nuova fase di attenzione, pur restando minoritaria.
Le dispute sulla legittimità dinastica, che sono continuate anche nel XX e nel XXI secolo, non fanno altro che rafforzare l'ormai consolidato regime repubblicano francese. Quest'ultimo, recentemente, ha mostrato di voler riconoscere il ruolo e le benemerenze della Casa reale. In particolare, nel 2009, il presidente della Repubblica francese Sarkozy, nel conferire la Legion d'onore a titolo militare a Enrico d'Orléans, dopo aver riconosciuto l'importanza della dinastia capetingia nella storia di Francia, lo ha espressamente indicato come capo della Casa di Francia ("Depuis la mort de votre père, vous êtes le chef de la famille de France", "la dynastie capétienne, dont vous êtes héritier").

### La successione «orleanista»
La seguente è la successione orleanista, che sostiene i diritti della Casa d'Orléans. Spesso, in modo impreciso, la si denomina successione orleanista. L'orleanismo, tuttavia, fa riferimento all'ideologia politica legata alla monarchia di luglio, mentre l'unionismo si propone di ricomporre l'unità dei monarchici secondo il rispetto delle norme di successione dinastica, unendo legittimismo e orleanismo. In effetti i pretendenti riportati nell'elenco si considerano successori legittimi di Enrico V, in quanto suoi più prossimi agnati per primogenitura maschile appartenenti alla Casa di Francia. Di questa, a rigore, non fanno parte quei discendenti di Luigi XIV, che, per via del trattato di Utrecht e per la consuetudine interna che ne ha confermato la validità durante tutto il periodo monarchico e fino allo stesso Enrico V, formano la linea spagnola dei Borbone.
Negli anni settanta del XIX secolo Filippo d'Orléans, erede del Re dei Francesi, rinunciò alla successione orleanista, cioè legata alla monarchia di luglio, riconoscendo i diritti di Enrico V; quest'ultimo, a sua volta, riconobbe al ramo degli Orléans il diritto a succedergli in ottemperanza delle norme dinastiche allora vigenti.
Tutte le corti d'Europa riconoscono i diritti della Casa d'Orléans sulla Corona di Francia.
L'ordinale che qualifica il nome dei pretendenti non segue la successione della monarchia di luglio, ma quella legittimista, alla quale, come detto, essi fanno riferimento.
- Filippo, conte di Parigi (Filippo VII o Luigi Filippo II), pretendente dal 1883 al 1894.
- Filippo, duca d'Orléans (Filippo VIII), pretendente dal 1894 al 1926.
- Giovanni, duca di Guisa (Giovanni III), pretendente dal 1926 al 1940.
- Enrico, conte di Parigi (Enrico VI), pretendente dal 1940 al 1999.
- Enrico, conte di Parigi, duca di Francia (Enrico VII), pretendente dal 1999 al 2019.
- Giovanni d'Orléans (1965) (Giovanni IV), pretendente dal 2019.

#### Linea di successione
Il pretendente al trono di Francia, secondo la linea unionista, è stato Enrico d'Orléans (S.M.Cr.ma Enrico VII), conte di Parigi, duca di Francia, nato nel 1933. Discendente del re Luigi Filippo di Francia e anche erede di Carlo X di Francia, se il trattato di Utrecht (con cui Filippo V di Spagna rinunciò, per se stesso e per i suoi discendenti, a qualsiasi rivendicazione sul trono francese) viene considerato valido.
Dalla sua morte, il 21 gennaio 2019, l'attuale linea di successione è passata al figlio Jean d'Orléans (S.M.Cr.ma Giovanni IV), duca di Vendôme, nato nel 1965, capo della casa reale di Francia e re titolare di Francia e di Navarra, con la seguente:
1. S.A.R. il principe Gaston (Gastone), nato nel 2009, figlio di Jean d'Orléans.
2. S.A.R. il principe Joseph (Giuseppe), nato nel 2016, figlio di Jean d'Orléans.
3. S.A.R. il principe Eudes (Oddone), duca d'Angoulême, nato nel 1968, fratello di Jean d'Orléans.
4. S.A.R. il principe Pierre d'Orléans-Angoulême, nato nel 2003, figlio del precedente.
5. S.A.R. il principe Jacques, duca d'Orléans, nato nel 1941, fratello di Enrico VII.
6. S.A.R. il principe Charles-Louis, duca di Chartres, nato nel 1972, figlio del precedente.
7. S.A.R. il principe Philippe, duca di Valois, nato nel 1998, figlio del precedente.
8. S.A.R. il principe Constantin d'Orléans, nato nel 2003, fratello del precedente.
9. S.A.R. il principe Foulques, duca d'Aumale, nato nel 1974, figlio del duca d'Orléans.
10. S.A.R. il principe Michel, conte d'Évreux, nato nel 1941, escluso dalla successione per avere contratto matrimonio diseguale senza l'assenso del padre. Riammesso nei suoi diritti insieme alla sua discendenza dal fratello, Enrico VII, nel 1999[4].
11. S.A.R. il principe Charles-Philippe, duca d'Angiò, nato nel 1973, figlio del precedente.
12. S.A.R. il principe François d'Orléans, nato nel 1982, fratello del precedente.
13. S.A.R. il principe Robert, conte di la Marche, nato nel 1976, nato da matrimonio diseguale senza l'assenso del Capo della Casa. Ammesso nella linea di successione dallo zio nel 1999.
Seguono, secondo la legge salica, i principi della Casa d'Orléans-Braganza. L'elenco riporta tutta la discendenza maschile in vita indipendentemente da eventuali matrimoni morganatici. La discendenza non morganatica è segnalata da tre asterischi. Secondo l'interpretazione prevalente delle leggi fondamentali della monarchia francese, la linea ha perso i suoi diritti al trono di Francia a seguito della nuova posizione dinastica assunta in Brasile. Gastone d'Orléans, conte d'Eu, sposando Isabella, principessa ereditaria del Brasile, rinunciò in piena coscienza ai suoi diritti sul trono di San Luigi. Tale situazione giuridica venne in più occasioni confermata dal conte di Parigi. Nella dichiarazione del 26 aprile 1909, anche nota come Patto di famiglia, si stabilì che gli Orléans-Braganza rinunciano a qualsiasi rivendicazione dei diritti sul trono di Francia fino all'estinzione di tutti i rami francesi[5].
14. Principe Pedro Carlos d'Orléans-Braganza, nato nel 1945.
15. Principe Pedro Thiago d'Orléans-Braganza, nato nel 1979.
16. Principe Filipe d'Orléans-Braganza, nato nel 1982.
17. Principe Alfonso Duarte d'Orléans-Braganza, nato nel 1948.
18. Principe Manoel Alvaro d'Orléans-Braganza, nato nel 1949.
19. Principe Manoel Alfonso d'Orléans-Braganza, nato nel 1981.
20. Principe Francisco Humberto d'Orléans-Braganza, nato nel 1956.
21. Principe Francisco Teodoro d'Orléans-Braganza, nato nel 1979.
22. Principe Gabriel Pires d'Orléans-Braganza, nato nel 1989.
23. Principe João Henrique d'Orléans-Braganza, nato nel 1954.
24. Principe João Filipe d'Orléans-Braganza, nato nel 1986.
25. S.A.I.R. il principe Luís d'Orléans-Braganza, nato nel 1938, pretendente al trono del Brasile. ***
26. Principe Eudes Maria d'Orléans-Braganza, nato nel 1939.
27. Principe Luiz Filipe d'Orléans-Braganza, nato nel 1969.
28. Principe Eudes d'Orléans-Braganza, nato nel 1977.
29. Principe Guy d'Orléans-Braganza, nato nel 1985.
30. S.A.I.R. il principe Bertrand d'Orléans-Braganza, nato nel 1942. ***
31. Principe Pedro de Alcântara Henrique d'Orléans-Braganza, nato nel 1945.
32. Principe Gabriel d'Orléans-Braganza, nato nel 1980.
33. Principe Fernando Diniz d'Orléans-Braganza, nato nel 1948.
34. S.A.I.R. il principe Antonio d'Orléans-Braganza, nato nel 1950. ***
35. S.A.I.R. il principe Rafael d'Orléans-Braganza, nato nel 1986. ***
36. Principe Francisco Maria d'Orléans-Braganza, nato nel 1955.
37. Principe Alberto Maria d'Orléans-Braganza, nato nel 1957.
38. Principe Pedro Alberto d'Orléans-Braganza, nato nel 1988.
39. Principe Antonio d'Orléans-Braganza, nato nel 1997.
Seguono, secondo la legge salica, i principi della Casa dei duchi di Galliera. Non è chiaro se la linea abbia perso i suoi diritti al trono di Francia a seguito della sua posizione dinastica in Spagna[6]. L'attuale linea dei duchi di Galliera, discendente dal matrimonio morganatico di Alvaro Antonio 6º duca di Galliera con Carla Parodi Delfino, è considerata non dinastica dalla Corte di Spagna[7].
40. Don Alfonso d'Orléans, duca di Galliera, nato nel 1968.
41. Don Alonso Juan d'Orléans, nato nel 1994.
42. Don Alvaro d'Orléans, nato nel 1969.
43. Don Alvaro Jaime d'Orléans, nato nel 1947.
44. Don Andrea d'Orléans, nato nel 1976.
45. Don Alois d'Orléans, nato nel 1979.

### La successione «neo-legittimista» dei Bianchi di Spagna
Alcuni legittimisti sostennero che la rinuncia di Filippo V di Spagna al trono di Francia sarebbe stata da invalidare, in quanto contraria al principio dell'indisponibilità della corona.
Dal 1883 il trono sarebbe di conseguenza passato ai suoi eredi maschi come segue:
- Giovanni Carlo di Borbone-Spagna (Giovanni III), pretendente dal 1883 al 1897.
- Carlo Maria di Borbone-Spagna (Carlo XI), pretendente dal 1887 al 1909.
- Giacomo Pio di Borbone-Spagna (Giacomo I), pretendente dal 1909 al 1931.
- Alfonso Carlo di Borbone-Spagna (Carlo XII), pretendente dal 1931 al 1936, con lui termina la linea carlista.
- Alfonso di Borbone-Spagna (Alfonso I), pretendente dal 1936 al 1938.
- Giacomo Enrico di Borbone-Spagna (Enrico VI), pretendente dal 1941 al 1975, inizia la linea dei Borbone di Spagna.
- Alfonso di Borbone-Dampierre (Alfonso II), pretendente dal 1975 al 1989.
- Luigi Alfonso di Borbone-Dampierre (Luigi XX), pretendente dal 1989.

Deve sottolinearsi che il trattato di Utrecht, pilastro dell'ordine europeo, venne ratificato dalle Cortes spagnole e registrato da tutti i parlamenti francesi.
Storicamente, dal 1713 al 1830, il capo della linea di Orléans godette dello status di Premier Prince du Sang, riservato al primo in linea di successione dopo i figli e nipoti maschi del re.

#### Linea di successione
La linea di successione neo-legittimista dei Bianchi di Spagna segue il criterio della legge salica e comprende tutti i discendenti legittimi di Ugo Capeto. A differenza del periodo monarchico, che prevedeva l'istituto delle nozze segrete, equivalente francese del matrimonio morganatico del diritto germanico, l'attuale pretendente al trono, discendente egli stesso da quel tipo di unione, dichiara di non riconoscere validità all'istituto del matrimonio morganatico; di conseguenza sono ammessi alla successione tutti i discendenti maschi della Casa capetingia nati legittimamente da matrimonio canonico cattolico. Essendo questa l'unica condizione sufficiente, anche il tradizionale istituto del regio assenso alle nozze è rigettato dal pretendente "neo-legittimista". Queste evidenti forzature rispetto alla tradizionali leggi della Casa capetingia, nonché alla Casa di Francia in particolare, dovute alla necessità di sanare la posizione dinastica del pretendente, mettono ulteriormente in luce la differenza tra legittimismo e "neo-legittimismo" dei Bianchi di Spagna.
Dunque, poiché il sovrano francese ha il titolo di Maestà Cristianissima, solo i matrimoni religiosi conformi al diritto canonico della Chiesa cattolica sono riconosciuti ai fini della successione. Se un figlio nasce da genitori non sposati, è escluso dalla successione anche se i genitori si sposano successivamente. Secondo la concezioni neo-legittimiste, gli eredi che hanno la nazionalità francese hanno diritto al titolo di principe del sangue.
L'attuale pretendente al trono di Francia, secondo i neo-legittimisti, è Luigi Alfonso di Borbone-Dampierre (Luigi XX). Egli è riconosciuto da tutti coloro i quali ritengono nulla la solenne rinuncia di Filippo V di Spagna ai suoi diritti sul trono di Francia. L'ex re di Spagna Juan Carlos, fino al 2010 principe ereditario di Francia secondo una parte dei neo-legittimisti, non riconosce alcun titolo a Luigi Alfonso di Borbone-Dampierre, né gli riconosce il trattamento di Altezza Reale. Juan Carlos riconosce come legittimo pretendente al trono di Francia il capo della linea d'Orléans, Giovanni d'Orléans.
L'attuale linea di successione a Luigi Alfonso di Borbone-Dampierre è la seguente:
1. S.A.R il principe Louis de Bourbon duca di Borgogna, nato nel 2010
2. S.A.R il principe Alphonse de Bourbon, duca di Berry, nato nel 2010
3. S.A.R. il principe Henri de Bourbon, nato nel 2019
4. S.M. Juan Carlos di Borbone, ex re di Spagna, nato nel 1938 (non per tutti i neo-legittimisti).
5. S.M. Felipe di Borbone, re di Spagna, nato nel 1968 (non per tutti i neo-legittimisti).
6. Don Francisco de Borbón y Hardenberg, VI Duca di Siviglia, nato nel 1979.
7. Don Alfonso de Borbón y Yordi, nato nel 1973.
8. Don Enrique de Borbón y Garcia de Lobez, nato nel 1970.
9. Don Carlos de Borbón y Oro, nato nel 1940.

### La successione «bonapartista»

Stemma della seconda monarchia napoleonica

La linea di successione al trono di Francia, secondo i bonapartisti, segue il criterio della legge salica. I matrimoni dei membri della famiglia Bonaparte devono ricevere il previo consenso del capo della Casa.
La linea di successione napoleonica è la linea dei pretendenti al trono imperiale francese. L'attuale linea di successione discende da Girolamo Bonaparte, fratello minore di Napoleone Bonaparte.
Attualmente il capo della casa imperiale e pretendente al trono è Carlo Napoleone Bonaparte, nato nel 1950. La linea di successione dopo di lui è la seguente:
1. Sua Altezza Imperiale il principe Giovanni Cristoforo Bonaparte, nato nel 1986, figlio di Carlo Napoleone.
2. Sua Altezza Imperiale il principe Luigi Carlo Riprando Vittorio Girolamo Maria Napoleone, nato il 7 dicembre 2022, figlio di Giovanni Cristoforo.
3. Sua Altezza Imperiale il principe Girolamo Saverio Bonaparte, nato nel 1957, fratello di Carlo Napoleone.